# Kevin Mirallas
Kevin Mirallas (ur. 5 października 1987 w Liège) – belgijski piłkarz, który występował na pozycji napastnika. W latach 2007-2018 wielokrotny reprezentant Belgii. Uczestnik Mistrzostw Świata 2014.
Wychowanek Standard Liège. W swojej karierze występował również m.in. w takich klubach jak: Everton, Lille OSC, Olympiakos SFP, ACF Fiorentina, AS Saint-Étienne czy Royal Antwerp.

## Życiorys
Wychowanek zespołu Standard Liège, gdzie grał w drużynach juniorskich.
W 2004 roku został piłkarzem francuskiego Lille OSC. W barwach tego klubu zadebiutował 16 sierpnia 2004 w meczu Pucharu UEFA przeciwko Shelbourne FC. Pierwszą bramkę dla Lille zdobył w maju 2005 w meczu przeciw Olympique Lyon. Łącznie w sezonie 2004/2005 wystąpił w 3 meczach, strzelając 1 bramkę. W następnym sezonie zagrał w 15 meczach, strzelając 1 bramkę. W sezonie 2006/07 zdobył 2 bramki w 23 meczach. W sezonie 2007/08 w 35 meczach strzelił 6 goli, a latem przeszedł do AS Saint-Étienne. Dla drużyny AS Saint-Étienne w 53 meczach zdobył 3 gole. W 2010 roku wypożyczono go do Olympiakosu SFP. 1 lutego 2011 Olympiakos wykupił go definitywnie z AS Saint-Étienne za 2,5 mln euro. 19 sierpnia 2012 podpisał czteroletni kontrakt z Evertonem, do którego odszedł za 6 milionów funtów. W 2018 roku dołączył do Olympiakosu na zasadzie wypożyczenia. W sezonie 2018/2019 był wypożyczony do Fiorentiny. W sezonie 2019/2020 grał w Royalu Antwerp FC, a w sezonie 2020/2021 w Gazişehir Gaziantep FK.
Reprezentował Belgię w kategoriach młodzieżowych U-17, U-19 i U-21. W 2006 znalazł się w kadrze reprezentacji swojego kraju na Mistrzostwa Europy U-19 w Polsce. Zdobył tam jedną bramkę, a Belgia nie wyszła z grupy, zajmując w niej ostatnie miejsce. W 2007 roku zagrał na Mistrzostwach Europy U-21 w Holandii. Strzelił na nich 2 bramki w 4 meczach, przyczyniając się do zajęcia 3. miejsca. 22 sierpnia 2007 zadebiutował w seniorskiej reprezentacji kraju w meczu przeciwko Serbii, strzelając także bramkę. Znalazł się w kadrze Belgii na Igrzyska Olimpijskie w Pekinie.

## Sukcesy

### Olympiakos SFP
- Mistrzostwo Grecji: 2010/11, 2011/12
- Puchar Grecji: 2019/20

### Royal Antwerp
- Puchar Belgii: 2019/20[2]

### Indywidualne
- Król Strzelców Ligi Greckiej: 2011/12[3] (20 goli)
- Drużyna Turnieju Mistrzostw Europy U-21: 2007[4]
- Piłkarz Sezonu Superleague Ellada: 2011/12
- Najlepszy Zagraniczny Piłkarz Sezonu w Superleague Ellada: 2011/12
- BBC Gol Miesiąca: maj 2013[5]